# Elsa Morante
Elsa Morante, född 18 augusti 1912 i Rom, död 25 november 1985 i Rom, var en italiensk författare.

## Biografi
Elsa Morante föddes i stadsdelen Testaccio i Rom, och blev en av de mer betydelsefulla prosaisterna under efterkrigstiden i Italien. Hennes verk präglas av den realistiska traditionen och ett stort engagemang för utsatta individer, såväl människor som djur. Morante gifte sig år 1941 med den italienske författaren Alberto Moravia.
För Arturos ö fick hon Stregapriset 1957, och för Aracoeli Prix Médicis 1984. Hon är dock mest känd för romanen Historien (La Storia), som utkom 1974. Romanen utspelar sig i Rom och handlar om den delvis judiska Ida Ramundo och hennes två söners livsöden under andra världskriget när Tyskland ockuperade Italien.